# Harald Holmann
Harald Holmann (* 12. Dezember 1929 in Erkenschwick; † 12. März 2020 in Marly FR) war ein deutscher Mathematiker.

## Werdegang
Holmann wurde 1956 bei Heinrich Behnke an der Westfälischen Wilhelms-Universität Münster promoviert (Abbildungstheorie n-dimensionaler holomorph vollständiger Mannigfaltigkeiten). Er war in den 1960er Jahren Professor an der Universität Münster und später an der Universität Freiburg in der Schweiz. 2000 wurde er emeritiert. Er wohnte in Marly.
Er befasste sich mit komplexer Analysis, holomorphen Blätterungen und Dynamischen Systemen.
Zu seinen Doktoranden gehörten die Professoren Udo Vetter, Burchard Kaup und Hans-Jörg Reiffen.
1992/93 war er Präsident der Schweizerischen Mathematischen Gesellschaft.

## Schriften
- Abbildungstheorie n-dimensionaler holomorph vollständiger Mannigfaltigkeiten, Schriftenreihe des Math. Instituts der Universität Münster, 1956. Digitalisat
- Vorlesung über Faserbündel, Münster: Aschendorff 1965 (ausgearbeitet von Hans-Jörg Reiffen und Udo Vetter)
- mit Heinrich Behnke: Vorlesung über Differentialgeometrie, Münster: Aschendorff, 7. Auflage 1966
- Lineare und multilineare Algebra, Bibliographisches Institut, Mannheim 1971
- Alternierende Differentialformen, Bibliographisches Institut 1972
- Riemannsche Flächen I, Vorlesung Sommersemester 1973, Schriftenreihe des Mathematischen Instituts der Universität Freiburg